# Młynary (gemeente)
De gemeente Młynary is een stad- en landgemeente in het Poolse woiwodschap Ermland-Mazurië, in powiat Elbląski.
De zetel van de gemeente is in Młynary.
Op 30 juni 2004 telde de gemeente 4594 inwoners.

## Oppervlakte gegevens
In 2002 bedroeg de totale oppervlakte van gemeente Młynary 157,09 km², waarvan:
- agrarisch gebied: 54%
- bossen: 37%

De gemeente beslaat 10,98% van de totale oppervlakte van de powiat.

## Demografie
Stand op 30 juni 2004:
| Omschrijving                   | Totaal | Totaal | Vrouwen | Vrouwen | Mannen | Mannen |
| ------------------------------ | ------ | ------ | ------- | ------- | ------ | ------ |
| eenheid                        | aantal | %      | aantal  | %       | aantal | %      |
| inwoners                       | 4594   | 100    | 2337    | 50,9    | 2257   | 49,1   |
| bevolkingsdichtheid (inw./km²) | 29,2   | 29,2   | 14,9    | 14,9    | 14,4   | 14,4   |

In 2002 bedroeg het gemiddelde inkomen per inwoner 1453,86 zł.

## Aangrenzende gemeenten
Frombork, Milejewo, Pasłęk, Płoskinia, Tolkmicko, Wilczęta